# Лат Диор

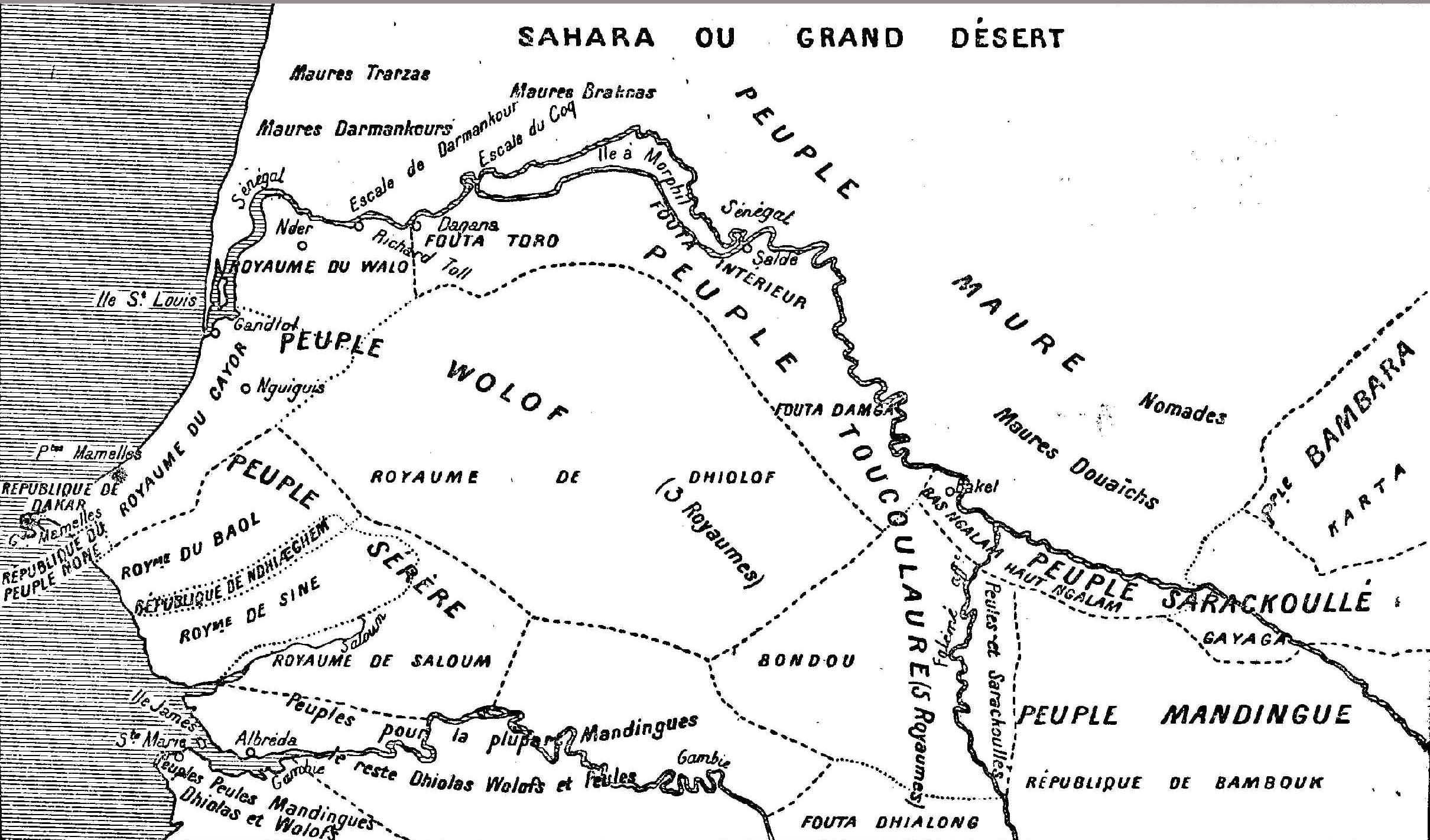
Карта народов Сенегала, составленная аббатом Давидом Буала (1853)

Лат Диор, полное имя Лат Диор Нгоне Латыр Диоп (волоф Lat Joor Ngoone Latiir Joop; фр. Lat Dior Ngoné Latyr Diop 1842, Кёр-Амаду-Ялла — 26 октября 1886, Дехеле) — один из руководителей вооруженной борьбы народа волоф против французских колонизаторов на территории нынешнего Сенегала.
Национальный герой Сенегала.

## Биография
Родился в королевской (по материнской линии) семье. Принял ислам в 1861 году (до этого рос как анимист, но с детства изучал Коран). В возрасте 19 или 20 лет возрасте пришёл к власти. Стал правителем (дамелем) Кайора (крупнейшее государство народа волоф на территории современного Сенегала). Пытался исламизировать соседние государства, большинство населения которых в тот период сохраняло языческие верования, и склонял к созданию антифранцузской коалиции.
Провел несколько сражений против французов в 1861 году в Коки, а также в битве при Нгол-Нголе в 1863 году, в которых одержал победу.
В 1864—1865 годах безуспешно участвовал в походах против государств Баол, Син, Джолоф. В 1868 году потерпел поражение от французов, после чего те аннексировали Кайор. Сумел восстановить независимость Кайора в 1871 году, однако через восемь лет вновь был лишён власти.
Лат Диор был одним из самых могущественных правителей долины реки Сенегал.
С тех пор он стал смертельным врагом французов. В битве 1863 года он одержал значительную победу на поле боя против французов, а также участвовал в битве при Лоро в 1864 году и битве при Рипе в 1865 году.
В 1879—1883 году во главе отряда численностью около 4 тыс. человек безуспешно пытался препятствовать строительству железной дороги Дакар — Сен-Луи, проходившей через центральные районы Кайора, но безуспешно. В 1880 году отказался от предварительного соглашения по железной дороге; кроме того, запретил выращивание арахиса, предвидя проникновение французского капитала и колонистов в Кайор.
Скрывался в государстве Волоф, получив помощь от буурба Аль-Бури. 6 октября 1886 года вновь вторгся в Кайор, который снова был аннексирован Францией. 27 октября 1886 года в ожесточенной битве у Декеле Лат Диор потерпел поражение и погиб вместе с 2 сыновьями в возрасте 44 лет.
Посмертно объявлен национальным героем Сенегала. Огромный памятник ему и его знаменитому коню находится рядом с большой мечетью.

## Память
В Дакаре рядом с великой мечетью находится гигантская статуя Маалау, легендарного коня Лат Диора.